# Golladoddi, Chik Ballapur
Golladoddi là một làng thuộc tehsil Chik Ballapur, huyện Kolar, bang Karnataka, Ấn Độ.